# C/1911 S2 (Quénisset)
C/1911 S2 (Quénisset) est une comète du Système solaire d'une période de 3 780 ± 1 100 ans. 
Elle a été découverte par Ferdinand Quénisset le 23 septembre 1911 à 20 h 25 heure de Paris dans la constellation de la Petite Ourse.